# Deutscher Athletenbund
Der Deutsche Athletenbund (auch Deutscher Athleten-Bund (DAB)) war ein Sportfachverband für Schwerathletik im Deutschen Sportbund in der Rechtsform eines eingetragenen Vereins (e. V.). Er löste sich 1972 in einzelne Fachverbände auf.

## Geschichte
Der Deutsche Athletenverband (DAV) wurde am 9. Juni 1891 in Duisburg gegründet. Konkurrierende Verbände waren der 1906 gegründete, in der Arbeiterbewegung verankerte Arbeiter-Athletenbund Deutschlands sowie die 1909 als weiterer Verband gegründete Deutsche Athleten-Union. Ab Mai 1933 wurden diese Verbände als Deutscher Schwerathletikverband in das Fachamt 4 des Deutschen Reichsbundes für Leibesübungen und ab 1938 in das Fachamt 6 in den (Nationalsozialistischen) Reichsbund für Leibesübungen (NSRL) eingegliedert.
Nach dem Zweiten Weltkrieg wurde in Westdeutschland am 23. Oktober 1949 der Deutsche Athleten-Bund (DAB) (wieder) gegründet. Er war anfangs zuständig für die Sportarten Ringen, Gewichtheben, Tauziehen, Rundgewichtsjonglieren, Judo/Jiu-Jitsu sowie Rasen- und Kunstkraftsport.
Im November 1950 gründeten der westdeutsche DAB und die Abteilung Schwerathletik des ostdeutschen Sportausschusses (DS) die Deutsche Athleten-Union (DAU), die für die Sportarten der Schwerathletik gesamtdeutsche Meisterschaften und die Teilnahme deutscher Auswahlmannschaften an internationalen Wettkämpfen organisieren sollte. Entsprechend den Vereinbarungen in der DAU nahmen Gewichtheber, Ringer und Judoka aus der DDR bis 1955 auch an den vom DAB ausgerichteten gesamtdeutschen Meisterschaften teil.
1953 wurde der Deutsche Judo-Bund (DJB) als eigenständiger Verband gegründet, so dass der DAB ab Dezember 1954 die Verantwortung für die Sportart Judo an den DJB übergab. Auf Grund des westdeutschen Alleinvertretungsanspruchs wurde die gleichberechtigte Zusammenarbeit der Sportverbände in der DAU ab 1955 beendet.
Im Rahmen des Deutschen Turn- und Sportbundes wurden in der DDR aus den Sektionen der Schwerathletik im DS bis 1958 vier Sportverbände gegründet: Deutscher Box-Verband (DBV), Deutscher Gewichtheber-Verband (DGV), Deutscher Judo-Verband (DJV) und Deutscher Ringer-Verband (DRV).
Im DAB beschloss man 1969 die Bildung der vier Fachverbände (Bundesverband Deutscher Gewichtheber, Deutscher Ringer-Bund, Deutscher Kunstkraftsport-Verband und Deutscher Rasenkraftsport- und Tauzieh-Verband) mit weitestgehender Autonomie innerhalb des DAB. Die endgültige Auflösung des Deutschen Athletenbundes erfolgte auf dem außerordentlichen Bundestag am 25. Juni 1972.